# Joanna Lombardi
Joanna Lombardi Pollarolo (Lima, 14 de octubre de 1978) es una guionista, directora y productora de cine peruana de ascendencia italiana. Reconocida por la producción de películas y series en la industria del entretenimiento en Latinoamérica. Durante un período de tres años, Lombardi ha liderado con éxito las producciones originales de Movistar en Latinoamérica, lo que le ha permitido consolidarse como una de las productoras más exitosas de la región.
Ella ha producido diversas series, como Un día eres joven y El día de mi suerte en Perú, Ruido capital en Colombia, Manual de supervivencia en Argentina y Los prisioneros en Chile. Además, la serie El día de mi suerte fue comprada por el Canal Arte Francia, convirtiéndose así en la primera serie peruana en ser comprada por esta cadena.

## Educación
Después de completar su educación universitaria en administración en la Universidad del Pacífico y obtener su título, trabajó durante seis años en consultoría de negocios. Sin embargo, debido a la necesidad de descansar, decidió renunciar y poner fin a lo que pensaba que sería un trabajo para siempre. Ella buscó un cambio de rumbo y decidió estudiar cine en Argentina en 2006. Fue allí donde descubrió que esta nueva carrera no solo le brindaría una forma de descansar, sino también una oportunidad para comenzar de nuevo.
Según lo expresado por Joanna en una entrevista con "Cinencuentro", es fundamental tener una comprensión clara del propósito de tu película y del público al que está dirigida. Asimismo, es importante no tener expectativas que excedan lo que la película pueda brindar.

## Carrera
En el año 2009, colaboró como asistente de dirección y en la elaboración del guion en el largometraje Un cuerpo desnudo, dirigido por su padre, Francisco J. Lombardi.
En el 2010, su cortometraje De noche resultó ganador del concurso del Consejo Nacional de Cinematografía (CONACINE) en las categorías de Mejor Cortometraje, Mejor Actriz y Mejor Dirección.
En 2011, su película Una mujer fue seleccionada para participar en la competición en el Festival Latinoamericano de Cine de La Habana, Cuba.
Pero es en el año 2012, su ópera prima, Casadentro, ganó varios premios, incluyendo el Zenith de Oro en el Festival Internacional de Cine de Montreal. Su segundo largometraje, "Solos", recibió reconocimiento en el Concurso Nacional de Posproducción del Ministerio de Cultura peruano y fue presentado internacionalmente en el Festival Internacional de Cine de Róterdam.

#### Un día eres joven (2019)
Fue producida por Movistar que cuenta la historia de Ale, una diseñadora gráfica que está a punto de cumplir 30 años y está buscando trabajo. La serie trata el tema del choque entre la seriedad del mundo "adulto" y las reacciones de personas que no están preparadas para asumir la responsabilidad de vivir sus propias vidas. A lo largo de los ocho episodios, Ale junto a sus amigos enfrentan diversas situaciones en busca de descubrir su camino en la vida. El equipo creativo estuvo conformado por Joanna Lombardi y Bruno Ascenzo en la dirección, y María José Osorio en el guion.

## Filmografía
- 2024: Quédate quieto[8]
- 2023: Soltera codiciada 2[9]
- 2019: Un día eres joven[10]
- 2019: Los Prisioneros (Showrunner)
- 2018: Soltera codiciada[11]
- 2015: Solos[12]
- 2012: Casadentro[13]
- 2010: Ella[14](guion)
- 2009: De noche[15](cortometraje)
- 2008: Un cuerpo desnudo[16](guion)